# Susanne Elmark
Susanne Elmark (født 20. marts 1968) er en dansk operasangerinde (sopran), der primært har sin karriere i udlandet.

## Udvalgte roller
- Zerbinetta, Ariadne på Naxos
- Nattens Dronning, Tryllefløjten
- Konstanze, Bortførelsen fra Seraillet
- Lulu, Lulu
- Fiakermilli, Arabella
- Marie, Die Soldaten
- Christine Daaé, Det Ny Teater

## Æresbevisninger
- 2010: Elisabeth Dons Mindelegat, Det Kongelige Teater.
- Publikumsprisen ved Malmø Operaen for Fruen Schnittkes Livet med en Idiot.

## Andet arbejde
- Sang og tale til Disneys Pocahontas.